# Interkulturní psychologie
Interkulturní psychologie je tzv. komparativní věda, která srovnává různé etniky, národy, náboženské a jazykové skupiny a všímá si jejich odlišností. Jejím cílem je identifikovat a popsat interkulturní jevy a procesy. Snaží se vytvořit podklady pro aplikování ve společenském životě. Poukazuje na rozdíly, jak kultura ovlivňuje chování, společnost, rodinný život, vzdělání, sociální zkušenosti a další oblasti.
Dle Matsumota (2000) se kultura vztahuje k mnoha charakteristikám skupin lidí, včetně postojů, chování, zvyků a hodnot, které jsou přenášeny z jedné generace na další.

## Definice
Pojem interkulturní psychologie je velmi obtížné přímo definovat. Je to dáno tím, že když se formuje jakákoliv oblast vědy, je obvyklé, že z počátku není ustálen ani její přesný název. U interkulturní psychologie je název ustálen od jejího vzniku, tj. od šedesátých let minulého století, ale název je ustálený pouze v angličtině – cross-cultural psychology. V češtině se můžeme setkat ještě s dvěma podobnými terminologickými pojmy: mezikulturní psychologie a transkulturní psychologie. I když tyto dva pojmy se až tak často nepoužívají.
Neexistuje jedna jediná, pravdivá definice. Mnoho psychologů nám dává mnoho různých definicí. Nemůže uvést všechny, protože jich existuje celá řada a liší se jak rozsahem formulace, tak i terminologií.
Podle psychologa Davida A. Geista (2000) můžeme interkulturní psychologie definovat takto:„Interkulturní psychologie, nacházející se na pomezí mezi psychologií, etnologií, kulturní a sociální psychologií; je považována za obor psychologie zkoumající podobnosti a rozdíly v psychologickém fungování různých kultur a etnických skupin.“ 
Další definici, kterou můžeme použít je podle Hartla a Hartlové (2000):„Psychologie kulturní srovnává specifický vliv různých kultur na chování a prožívání člověka; výzkumy tohoto zaměření se v současnosti značně rozvíjejí v souvislosti s globalizací, nutností soužití různých kultur.“ 
Je to psychologie, která zkoumá shody a rozdíly v individuálních psychologických funkcích v různých kulturních skupinách. Je to studium vlivů kultury na lidské chování. Je to v podstatě komparativní věda: popisuje a srovnává vlastnosti a procesy lidské psychiky v závislosti na kulturních faktorech založených v odlišnostech etnik, národů, rasových, náboženských či jazykových skupin.

## Vývoj
Lidé si byli již dávno vědomi rozdílů mezi chováním lidí různých kultur, avšak interkulturní psychologie jako věda vznikla až koncem 19. a začátkem dvacátého století. Významným počinem byla také práce Francise Galtona a jeho eugeniky, která tvrdila, že existují lidské rasy, které jsou silnější a mají lepší schopnost přežít, než jiné. Tuto teorii si přivlastnili například nacisté během druhé světové války.
Pojem interkulturní psychologie vznikal však až v době šedesátých let dvacátého století. Byla to doba, kdy vznikalo mnoho jiných interdisciplinárních věd. V roce 1969 se zavedla interkulturní psychologie jako vědecký obor a to díky časopisu Journal of Cross-Cutlural Psychology. U zrodu byli hlavně vědci z USA a Kanady (John W.Berry, Gustav Jahoda, William W.Lambert aj.) Poté se začala interkulturní psychologie dostávat do celého světa a vytvářela se síť odborníků. To vedlo k založení Mezinárodní asociace pro interkulturní psychologii – International Association for Cross-Cultural Psychology (IACCP). První konference této organizace byla v roce 1972 v Hongkongu.
V České republice není interkulturní psychologie dosud konstituována a mnoho lidí ani neví o její existenci. Její rozvoj je v ČR jedním z nejdůležitějších úkolů pro českou psychologii v rámci Českomoravské psychologické společnosti.

## Aplikace interkulturní psychologie
Díky technickému rozmachu a globalizaci za poslední století, světové kultury si nikdy nebyly tak blízké, jak je tomu dnes. A právě díky tomuto rozmachu nachází interkulturní psychologie svoje právoplatné místo ve světě vědy. Právě díky globalizaci nabývá interkulturní psychologie své důležitosti a to zejména kvůli častým etnickým konfliktům, mezinárodním sporům, válečným akcím a podobně.
Interkulturní psychologie se zabývá velkou škálou psychologických disciplín. Její uplatnění můžeme najít v těch okruzích lidské činnosti, kde dochází ke styku různých kulturních společenství, cizích národů a etnik, ale také rasových, náboženských a jazykových skupin.
- Velmi důležité uplatnění má zejména v těchto disciplínách [1] :
  - Diplomacie a zahraniční politika
  - Mezinárodní obchod a turismus
  - Příprava odborníků pro práci v zahraničí
  - Výcvik manažerů a personalistů firem zaměstnávajících cizince
  - Příprava lékařů a zdravotnického personálu pro péči o pacienty odlišného etnického původu
  - Příprava státní správy pro jednání s cizinci a žadateli o azyl
  - Příprava učitelů na vzdělávání ve třídách a školách s etnicky heterogenní populací žáků

Ekonomická aktivita roste v globálním měřítku. Setkáváme se s lidmi z různých národů skrz reálné i virtuální hranice. Jednu věc, kterou nás interkulturní psychologie může naučit je brát v potaz vliv kultury na různé aspekty práce. Interkulturní psychologie se snaží udělat z kultury určitou proměnnou, která vysvětluje a předpovídá organizační a pracovní chování ve specifických situacích.